# Cyanidium
Genre
Cyanidium est un genre d’algues rouges de la famille des Cyanidiaceae. 

## Étymologie
Le nom de genre Cyanidium, dérivé de  κύανος / kýanos, bleu, et du diminutif "-ίδιον" / "-idiom" (du grec ειδψ / eidon, « avoir l'air de »), littéralement « ressemblant à du bleu », en référence à la « pigmentation majoritairement bleue, bien qu'elle soit classée dans les algues rouges », de cette algue extrêmophile.

## Liste d'espèces
Selon AlgaeBase (3 août 2013) :
- Cyanidium caldarium (Tilden) Geitler (espèce type)
- Cyanidium daedalum (O.Yu.Sentsova) F.D.Ott (Sans vérification)
- Cyanidium maximum (O.Yu.Sentsova) F.D.Ott
- Cyanidium partitum (O.Yu.Sentsova) F.D.Ott (Sans vérification)
- Cyanidium rumpens (G.H.Schwabe) F.D.Ott (Sans vérification)

Selon ITIS (3 août 2013), NCBI (3 août 2013) et World Register of Marine Species (3 août 2013) :
- Cyanidium caldarium (Tilden) Geitler, 1933